# Come As You Are (sex shop)

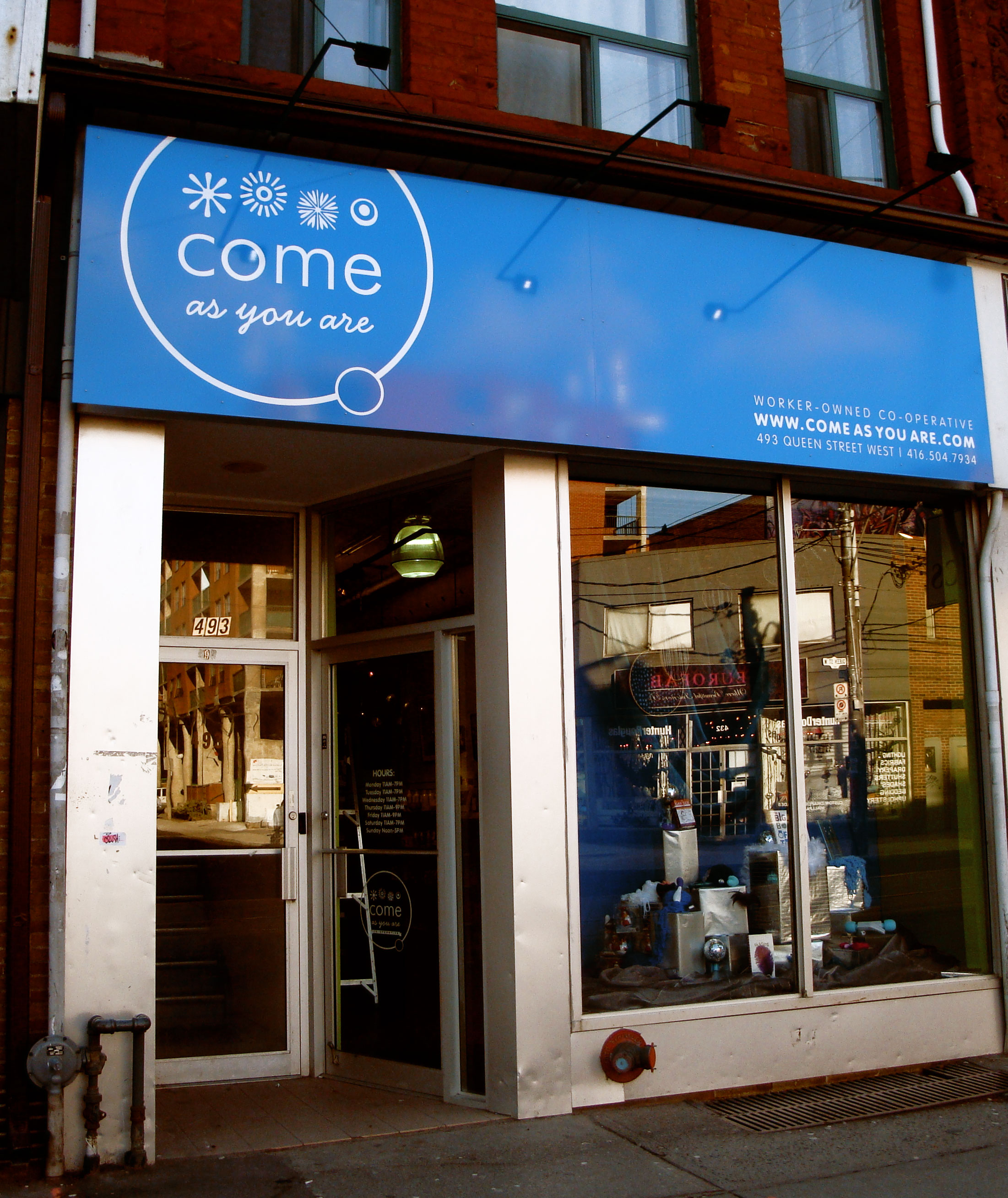
Witryna sex shopu Come As You Are (2011)

Come As You Are – sekspozytywny sex shop mający siedzibę w Toronto. Założona w 1997 (m.in. przez Cory Silverberga) spółdzielnia pracowniczo-właścicielska w stylu Good Vibrations (popularnego sex-shopu z San Francisco) działa na polu edukacyjnym i społecznym oraz zapewnia w pełni dostępne środowisko zakupowe i warsztatowe. Come As You Are był znany z zapewniania bezpiecznego i komfortowego środowiska, w którym ludzie mogli uzyskać dostęp do informacji i produktów związanych z seksem, a także działań, które czynią zabawki seksualne bardziej dostępnymi dla osób niepełnosprawnych. Come As You Are jest konsekwentnie jest wyróżniany przez czytelników Now Toronto jako najlepszy sex shop w Toronto.
Od 2016 sklep prowadzi wyłącznie sprzedaż online.

## Edukacja
Come As You Are oferuje warsztaty z zakresu edukacji seksualnej, zdrowia i zaspokajania potrzeb prowadzone przez Midori, Ducky DooLittle, Kate Bornstein, Susie Bright i innych autorów oraz pedagogów sekspozytywnych. Spółdzielnia prowadzi również warsztaty edukacyjne dla lokalnych grup społecznych i uniwersytetów. W 2013 sklep wygrał The Co-operators’ National Co-operative Challenge z propozycją dotarcia z edukacją do społeczności w całej Kanadzie.